# Naoto Kaihō
Naoto Kaihō (海宝直人), né le 4 juillet 1988 dans la Préfecture de Chiba au Japon, est un acteur et chanteur essentiellement actif sur la scène nippone.

## Biographie

### Des débuts précoces
Dès son plus jeune âge, Naoto Kaihō emboîte le pas à sa sœur aînée, Akane Kaihō, enfant star qui se produit notamment dans Annie. A sept ans, il fait ses débuts sur scène dans la comédie musicale La Belle et la Bête, produite par la Shiki Theatre Company. Il tient le rôle de Chip entre 1996 et 1998. 
À la suite de cette performance, il reste au sein de la Shiki Theatre Company et joue cette fois Simba lionceau dans Le Roi Lion, de 1999 à 2001.

### D'enfant chanteur à comédien adulte
Adulte, il est surtout prisé pour ses rôles de jeunes premiers comme Philippe de Chandon dans Phantom, Marius dans Les Misérables ou Dimitri dans Anastasia.
Sa carrière reste toutefois intrinsèquement liée à Disney : il est tour à tour Aladdin dans la comédie musicale éponyme, Quasimodo dans The Hunchback of Notre Dame et surtout Simba dans Le Roi Lion ; il est ainsi le seul acteur à avoir incarné le personnage principal dans ses versions enfant et adulte.

### Succès et reconnaissance
En 2018, il fait ses débuts londoniens au West End avec le spectacle TriOperas au Peacock Theatre.
Courant 2020, il est récompensé aux 46e Kikuta Kazuo Theater Awards pour son interprétation dans Allegiance et Happily Ever After.
2023 le voit retourner aux Studios Disney puisqu'il assure le doublage japonais du Prince Eric (Jonah Hauer-King) pour la version live de La Petite Sirène. Le 31 décembre de cette année-là, il est choisi pour participer au Contdown Musical Concert célébrant la nouvelle année. Programmé au Tokyo International Forum, devant 5 000 spectateurs venus fêter 2024, le concert réunit neuf célébrités issues de la nouvelle génération de la scène musicale nippone : Naoto Kaihō y figure aux côtés de Shōma Kai, Haruka Kinoshita, Sara, Sōichi Hirama, Hiroki Miura, Win Morisaki, Tomona Yabiku et Keisuke Higashi,.
En novembre 2024, il reçoit le prix d'encouragement aux 13e Tokiko Iwatani Awards.
En 2026, il est attendu dans le rôle principal de Issa in Paris, une comédie musicale originale écrite par la parolière Chikae Takahashi, composée par Maury Yeston et mise en scène par Shuntarō Fujita ; ce projet d'envergure retrace le périple fantasmé du poète Kobayashi Issa en France.

## Vie privée
Sa sœur aînée Akane Kaihō est également interprète de comédies musicales - notamment sur Mamma Mia! ou La Mélodie du bonheur. Lorsqu'ils étaient enfants, Akane et Naoto ont joué respectivement Nala et Simba dans Le Roi Lion.
Le 8 août 2024, il épouse Ayase Senna, une ancienne membre de la Revue Takarazuka.

## Performances scéniques(sélection partielle)
- 1996-1998 : La Belle et la Bête : Chip
- 1999-2001 : Le Roi Lion : Simba lionceau
- 2008-2009 : Miss Saigon : Jason Green
- 2010 : Phantom : Comte Philippe de Chandon
- 2012 : Rent : Gordon
- 2014 : The Full Monty : Kino
- 2014 : Catch Me If You Can : Agent du FBI Johnny Dollar
- 2015 / 2017 / 2019 : Les Misérables : Marius
- 2015 / 2016 / 2018 : Aladdin : Aladdin
- 2016 : Le Roi Lion : Simba
- 2016 / 2017 : The Hunchback of Notre Dame : Quasimodo
- 2016 / 2018 : Jersey Boys : Bob
- 2018 : TriOperas : le personnage masculin principal
- 2018 / 2022 : Next to Normal : Gabe
- 2020 : Allegiance : Sammy
- 2020 : Happily Ever After : ?
- 2020 / 2023 : Anastasia : Dimitri
- 2020 / 2022 : Miss Saigon : Chris
- 2021 / 2025 : L'Illusionniste : Eisenheim
- 2023 : Da Ponte : Da Ponte
- 2023 : Beethoven : Kaspar van Beethoven
- 2026 : Issa in Paris : Kobayashi Issa

## Doublage
- 2002 : Harry Potter et la Chambre des secrets : Gregory Goyle (Joshua Hardman) et Justin Finch-Fletchley (Edward Randell)
- 2007 : Harry Potter et l'Ordre du Phénix : Gregory Goyle (Joshua Herdman)
- 2023 : La Petite Sirène : Prince Eric (Jonah Hauer-King)
- 2025 : Wicked : Fiyero (Jonathan Bailey)